# Benjamí de Tudela

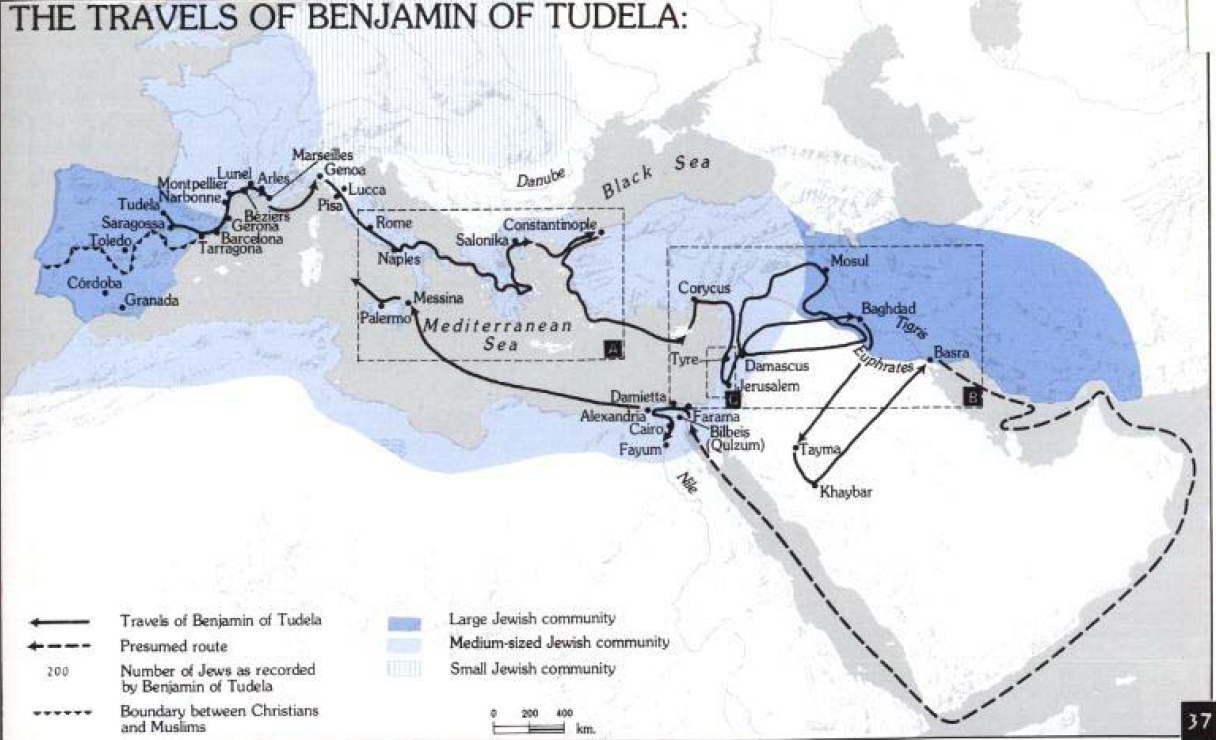
Mapa de la ruta.

Benjamí de Tudela (també Benjamí ben Jonah, Benjamí bar Jonàs de Tudela; en hebreu: בִּנְיָמִין מִטּוּדֶלָה, pronunciat: [biniamin mittudela]; 1130 - 1173) fou un viatger navarrès jueu, sovint anomenat rabí pels cronistes no jueus, i famós per les cròniques dels seus viatges. Coneixedor de diverses llengües -entre ells, l'hebreu, arameu, grec, llatí i àrab- i desitjós d'aventures, va emprendre un viatge d'uns catorze anys (potser també per comerciar amb pedres precioses, si bé aquesta dada no està confirmada) i va recollir les seves impressions en un llibre anomenat Sefer Maasaot.
En total i d'acord amb la seva crònica, va visitar unes 190 ciutats d'Europa, l'Orient Pròxim i el nord d'Àfrica, convertint-se en una de les primeres fonts sobre la demografia jueva. El seu interès se centrava en els jueus i la seva situació, i va descriure figures importants, centres d'estudi, poblacions, formes de vida, dificultats i èxits de la comunitat jueva. També va escriure sobre els grans esdeveniments polítics i històrics de la seva època.
El seu viatge comença a la seva Tudela natal, al Regne de Navarra. Benjamí va recórrer la vall de l'Ebre fins a Tortosa, passant per Saragossa, va pujar fins a Barcelona i després Girona, Narbona, Besiers, Montpeller i Arles, i fins a Marsella, per embarcar-se allí rumb al que avui és Itàlia, on visità les ciutats més importants, com Gènova (República de Gènova), Pisa (República de Pisa) o Roma. Després baixà fins a Nàpols, per després creuar la península cap a Òtranto, on s'embarcà per arribar a les illes gregues (destaca la seva estada a Corfú). A continuació estigué uns mesos a Constantinoble, ciutat que va descriure amb força precisió. Visità Xipre i Antioquia i va entrar a Palestina, on de nou va realitzar una curosa descripció del mode de vida de la gent senzilla, a més de les condicions dels llocs de pelegrinatge. Posteriorment va anar a Bagdad, potser l'indret que descriu més extensament a la seva obra. Des d'allà realitzà petits viatges per Mesopotàmia i Pèrsia, recollint llegendes sobre els llocs del seu interès. També va rebre notícies de les comunitats jueves asiàtiques, situades a indrets massa llunyans per anar-hi personalment. Aleshores va baixar cap a Egipte, país on estigué prop d'un any. Per acabar, va navegar cap a Sicília i des d'allà segurament retornà a la península Ibèrica, tot i que la seva crònica acaba amb unes descripcions idealitzades de les comunitats jueves del nord d'Europa, possiblement basades en relats que li varen arribar.
La seva obra va assolir un gran èxit per la descripció de llocs remots i costums dels jueus d'arreu del continent. Va reeditar-se diverses vegades, sobretot al segle xvi, quan va ser traduïda a les principals llengües europees.